# Quận Long, Georgia
Quận Long là một quận trong tiểu bang Georgia, Hoa Kỳ được đặt theo tên của bác sĩ phẫu thuật Crawford Long. Quận lỵ đóng ở thành phố Ludowici 6. Theo điều tra dân số năm 2000 của Cục điều tra dân số Hoa Kỳ, quận có dân số người 2. Năm 2007, ước tính dân số quận này là 11.300 người.

## Địa lý
Theo Cục điều tra dân số Hoa Kỳ, quận này có diện tích 1045 ki-lô-mét vuông, trong đó có km2 là diện tích đất, 7 km2 là diện tích mặt nước.

### Các xa lộ
- U.S. Highway 25
- U.S. Highway 84
- U.S. Highway 301
- Georgia State Route 57
- Georgia State Route 144